# Adolf Brunner
Adolf Brunner   (Zúric, 25 de juny de 1901 - Thalwil, 15 de febrer de 1992) va ser un compositor suís, músic eclesiàstic, periodista, filòsof i humanista suís. Amb una varietat d'activitats diferents, va influir fortament en la vida política i cultural de Suïssa durant la Guerra Freda. Com a president del Gotthard Bund i periodista radiofònic, Brunner va ser una de les figures més destacades de la defensa intel·lectual nacional i com a músic de l'església és considerat com un important reformador de la música protestant de l'església i fou un dels compositors suïssos més importants del segle xx.

## Biografia

### Origen
El pare de Brunner Adolf Brunner-Lavater (1871-1943) va ser arquitecte, mentre que la mare de Brunner era membre de la família Lavater, que havia tingut la ciutadania de Zúric d'ençà el segle XIV. Era el més gran de quatre fills, els seus germans petits eren Rudolf (nascut el 1903), Hans (* 1906) i Walter (* 1913).
La família de Brunner provenia originàriament d'Erlenbach, el seu besavi havia adquirit una parcel·la al Schanzengraben i va construir una casa Biedermeier. El seu avi Adolf Brunner-Staub (1838-1911) té una anècdota que es diu que Richard Wagner li va portar el seu lloro el setembre de 1851 quan es va traslladar de la casa del seu veí a Sternengasse al nou apartament de Zeltweg.

### Adolescència
Des del tercer any d'escola, Brunner va rebre classes de piano de Fanny Leber, i tres anys més tard va classes de violí amb Alice Doelly. Una experiència formativa va ser la participació en el cor infantil el 1913 en l'estrena suïssa de la 8ª. Simfonia de Gustav Mahler al "Tonhalle" sota Volkmar Andreae. Brunner va assistir a l'escola primària i més tard a l'escola secundària, on va anar a la mateixa classe amb el compositor posterior Conrad Beck i el periodista Arthur Welti. El 1919 va rebre les seves primeres lliçons de composició del seu oncle, el compositor Hans Lavater (1885-1969), que també el va familiaritzar amb els drames musicals de Wagner.

### Estudis a Berlín
El 1920, Brunner es va graduar a l'escola secundària amb una Matura i va prendre classes de piano amb el pianista de concerts Walter Frey. El 1921 es va traslladar a Berlín per prendre nou mesos de classes particulars amb Philipp Jarnach; El 1922 va ingressar a la classe magistral de composició a l'Acadèmia Estatal de Música i va estudiar amb Franz Schreker, més tard amb Walther Gmeindl. Entre els seus companys hi havia Felix Petyrek, Karol Rathaus, Paul Höffer, Berthold Goldschmidt, Jerzy Fitelberg i Ernst Pepping; Brunner va tenir una llarga amistat amb Pepping. El 1923, Brunner també va sol·licitar la "kapellmeisterclass" i va ser seleccionat entre 160 sol·licitants per unir-se a Emil Bohnke, Julius Prüwer i Siegfried Ochs.
Els anys d'estudi de Brunner a Berlín van caure en el període de la postguerra després de la Primera Guerra Mundial i el van donar forma tant en la seva visió del món com artísticament. Així que va trencar amb la música de pre-guerra romàntica tardana i va considerar la música de dotze tons de la "Segona Escola vienesa" com una necessària superació del romanticisme tardà. Brunner (així com el seu col·laborador Pepping) perseguien una polifonia transparent i lineal, que s'havia de completar en el moviment de tres parts i per retrocedir en formes de música renaixentista i barroca.
L'estiu de 1925, va completar els dos estudis. Brunner va rebutjar l'oferta d'una "stelle Kapellmeisterstelle" al "Gdansk Stadttheater" i finalment va decidir convertir-se en compositor.

### França i Itàlia
Després d'una curta tornada a Zúric, Brunner va viatjar a París el gener de 1926 per a una estada de dos anys. Allà va prendre classes de piano amb l'estudiant de Huber Ernst Levy i va conèixer el seu amic d'infància Conrad Beck, que vivia a París. L'art escènic transparent de la música del Groupe of the Six va influir en el nou estil de Brunner. En diversos viatges per França, es va desenvolupar un interès integral per l'arquitectura de les catedrals franceses. Durant aquest temps, les seves primeres composicions "vàlides" van caure - en comparació amb les seves obres juvenils, totes les quals va destruir.
Després, Brunner va tornar a Zúric, on la seva última obra Simfònica Orquestral Piece with Suite de l'Orquestra Tonhalle sota la direcció de Volkmar Andreae es va estrenar el 1929.

El 1930, Brunner va viatjar a Palerm i va passar unes setmanes a Sicília i Nàpols abans d'instal·lar-se a Roma durant uns mesos. La seva estada a Itàlia va arribar durant la dictadura feixista sota Benito Mussolini, que va experimentar durant un discurs a Florència. A partir d'aquestes experiències, Brunner va concloure:
| « | <"Com més temps vaig lluitar amb la ideologia totalitària, més em va quedar clar que les exigències del present només es poden complir en llibertat, és a dir, en una societat que es troba per la seva estructura pluralista i treu les conseqüències d'ella, i que Europa és condemnada a mort si continua sent governada únicament pel sacra egoisme de les seves nacions."> | » |

### Període preguerra
Fins a l'esclat de la Segona Guerra Mundial el 1939, Brunner es va desplaçar entre Zúric, Berlín i París. Ja a finals de la tardor de 1930 es va traslladar de nou a Berlín i es va enfrontar a l'auge del nacional socialisme. Allà es va fer amic del jove sindicalista socialista Walter Pahl i el va assessorar en la seva funció d'enllaç entre el president de la federació sindical, Theodor Leipart, i el gabinet Schleicher. Durant aquest temps van caure la composició d'algunes peces per a piano i parts de la Missa a cappella. Durant la visita d'una reunió electoral nazi al Palau d'Esports de Berlín, Brunner es va reunir amb Adolf Hitler després del seu discurs i més tard el va descriure com un "spiesser salvatge, fanàtic i demonaquiament obsessionat".
Després del referèndum sobre el cap d'estat del Reich alemany el 1934, va tornar a Zúric, però va viatjar a Berlín una vegada i una altra per conèixer els desenvolupaments en curs sobre el terreny. A Suïssa va completar la seva missa, una partita per a piano i orquestra i els tres primers concerts espirituals. A través del seu antic mestre Walter Frey, Brunner va participar en la fundació del Fòrum Pro Musica (ara la secció de Zúric de la Societat Internacional de Nova Música) i va ser capaç d'aconseguir moltes estrenes mundials de les seves obres allà. A la tardor de 1935, va tornar a París durant uns mesos; a través d'un amic de la infància va entrar en contacte amb els escrits del teòleg Emil Brunner i va desenvolupar una profunda relació amb la fe cristiana.

### Grècia
A la primavera de 1937, Brunner va emprendre un viatge de tres mesos a Grècia per complementar les seves impressions del viatge a Itàlia, així com per explorar els orígens cristians de l'hel·lenisme:
| « | <"Qui es va inclinar el genoll abans que Crist s'havia mantingut prèviament dret com un grec. En aquest sentit, vaig sentir que era del tot apropiat que jo, que em professava a Crist, també buscava l'herència antiga. La fe cristiana i l'humanisme cristià són els dos pilars cridats a suportar la meva existència".> | » |

A Trieste, Brunner va anar amb un vapor a Corfú i va arribar a Atenes a través de Patras; Des d'allà va recórrer el Peloponès, nombroses illes circumdants i va pujar al Parnassos, normalment a peu amb un ruc. La visita a la república monàstica d'Athos va ser la culminació del viatge, on va estudiar himne bizantí i cantar i neo-menotació com un rar visitant no grec. A través d'Istanbul, Brunner va tornar a Suïssa a través dels Balcans.

## Segona Guerra Mundial
Poc abans de la Segona Guerra Mundial, Brunner va passar tres mesos més a Berlín per presenciar tots els assajos de la seva Missa a cappella per la Sing-Akademie de Berlín. Al mateix temps, Àustria es va unir al Tercer Reich, el que va portar Brunner a viatjar de nou a França abans de l'imminent esclat de guerra (Reims, París, Dijon). De tornada a Zúric, es va fer amic del compositor Robert Oboussier, que més tard es va convertir en el padrí del seu fill Christoph. En el curs de la mobilització després de l'atac a Polònia, Brunner va ser reclutat en servei actiu a Altdorf. Va ser donat d'alta del servei el juliol de 1940.
Caracteritzat per la indiferència que Brunner havia escoltat en la societat civil, Brunner es va convertir en políticament actiu i va participar en el grup de resistència "Gotthardbund" primer a nivell cantonal, des de 1942 a nivell nacional com a president gerent per rellevar el president Theophil Spoerri. Al mateix temps, va conèixer la dona divorciada de Conrad Beck, Emmy Jacot Descombes, i els seus dos fills; el 23 d'octubre de 1941, es van casar i van tenir dos fills propis, Georg (nascut el 1943) i Christoph (* 1947).
En els anys de guerra, Brunner amb prou feines va ser actiu en la composició de les seves activitats polítiques i assumptes familiars. Al "Gotthardbund", va iniciar un nou intent d'una assegurança de vellesa i supervivents (AHV), que havia fracassat per última vegada el 1936. Els estudis preliminars finançats pel grup van ser ben rebuts pels partits i van donar lloc a la creació de l'AHV, que va ser aprovada per votació popular el 1947. El "GotthardBund" amb Brunner al capdavant va supervisar la secretaria del Comitè d'Acció durant la campanya de votació i el va coordinar com a iniciador de les negociacions en segon pla. No obstant això, un programa de pau de sis punts que va escriure després del final de la guerra com a base d'una política comuna de postguerra va ser rebutjat pels partits, després del qual Brunner es va retirar i va tornar a la composició.

### Treballant a Radio Zürich
A finals de 1948, a Brunner se li va demanar que muntà un departament polític a Radio Zürich. Després d'una breu vacil·lació i capacitat suficient per compondre, va estar d'acord i més tard va descriure la seva unitat de la següent manera:
| « | <"En els dotze anys que he presidit el Departament de Política i Actualitat, he posat gran èmfasi en la informació objectiva i completa a l'audiència i he intentat proporcionar espai per a una discussió lleial i gratuïta per a tots els corrents polítics que estan a la base de la Constitució".> | » |

Aquesta afirmació va ser revelada en el programa "Echo der Zeit", iniciat per Brunner, que segueix sent un dels formats de ràdio més populars a Suïssa, i encara es considera avui com un model per a les discussions polítiques en la radiodifusió de servei públic. Sota el pretext de convidar dos directors del cor a assajar, Brunner va rebre un visat per entrar a la República Democràtica Alemanya el 1950; va viatjar a Berlín, Leipzig, Zeitz i Zwickau. Brunner va processar les seves impressions a partir de converses amb la població i funcionaris del partit SED, així com els contrastos amb la reconstrucció a Alemanya Occidental afavorida pel Pla Marshall en nombrosos informes radiofònics.

### Més viatges a l'estranger
El 1951, Brunner i la seva família van viatjar a Egipte durant dos mesos (incloent Alexandria, El Caire i l'Alt Egipte). Va fer dues estades d'estiu el 1955 i 1958 a l'illa francesa meridional de Port-Cros, on es va fer amic de la propietària amant de l'art Marceline Henry i va revisar dues peces orquestrals o les va anar recomponen. Altres obres d'aquest període creatiu inclouen obres corals i de corda i tres nous concerts espirituals. A principis d'estiu de 1957, Brunner va acceptar una invitació al Festival Sibelius (ara Festival de Hèlsinki); el seu reportatge li va valer l'enhorabona de Jean Sibelius, que va morir poc després.

### Activitats musicals de l'Església
El 1954, Brunner va fundar el Grup de Treball Suís per a la Música de l'Església Evangèlica i el va dirigir fins a 1964. Va recollir els resultats d'aquesta activitat en la seva publicació "Music in The Divine Service", que es va orientar cap al moviment de renovació de la música protestant de l'església després de 1920. Això va ser seguit pel nomenament a la Comissió litúrgica del Sínode del Cantó de Zúric i, amb el suport de les Escoles de Música de Zúric, va fundar l'Institut de Música de l'Església (avui integrat ecumènicament a la Universitat de les Arts de Zúric); A canvi de les escoles de música, va treballar com a expert en examen d'estat al Conservatori de Zúric de 1962 a 1968, després fins a 1971 a la Comissió de Música de la "Tonhalle Society Zurich".

### Últims anys
Amb la finalització de la seva última composició (Markus Passion 1971), Brunner, que va ser considerat com reflexiu i implacablement autocrític, va decidir no compondre més obres i dedicar-se a la filosofia. Fins a 1987, es va produir un guió de 12 volums, que encara no s'ha publicat fins als seus dies. A finals de la dècada de 1970, Brunner va decidir que la seva finca artística havia de ser lliurada a la Biblioteca Central de Zúric. La seva esposa Emmy va morir a principis de 1991. Fins al final, Brunner es va mantenir mentalment sa tot i l'augment dels problemes d'edat; Va morir el febrer de 1992 a casa seva a Thalwil.

## Treball
Brunner es va esforçar per una renovació institucional i compositiva de la música església protestant en les seves obres. En aquesta àrea va crear composicions amb èxit durador. La seva història de la passió basada en l'evangelista Marc, estrenada el 1975 a la Kreuzkirche (Dresden), es representa regularment durant la Setmana Santa a Suïssa. La seva obra musical inclou música coral i orquestral, així com música de cambra. El seu estil musical es caracteritza per ser contrapuntístic i tècnicament transparent, cosa que suggereix la influència del Concerto grosso.

## Premis
- Premi d'Art de la Ciutat de Zúric (1965)

## Discografia
- Compositors suïssos (inclou sonata per a piano), Walther Frey (piano), Communauté de travail pour la diffusion de la musique suisse, CT-64-25, Lausanne 1964.
- A Maienhellen Tage (Conté paràbola de les deu verges), cor de cambra de l'escola cantonal Schaffhausen, Vivi-Singers, Edwin Villiger (plom), ML 30-351, Schaffhausen 1970.
- Un concert de música suïssa contemporània (conté sonata per a flauta i piano), André Jaunet (flauta), Walther Frey (piano), Decca Records LXT 2658, Londres, c. 1980.
- Paisatges d'orgue de Suïssa (conté tres llocs d'entrada), Bernhard Billeter (orgue), Pelca PSR 41014, Zúric 1981.
- Markus-Passion, Berner Kantorei, Collegium vocale i Collegium musicum der Evangelische Singgemeinde, Klaus Knall (protagonista), MGB CD 6176, Zúric 2001.
- L'Evangeli de Nadal segons Lukas, Collegium Vocale Zurich, formació de música de cambra de Musicuria, Klaus Knall (plom), MGB CD 6177, Zúric 2001.
- Música d'orgue suïssa (conté llibre de pentecosta), Jeremy Bines (orgue), Guild GMCD 7253, 2003.
- Obres mestres orquestrals de Suïssa (inclou Partita per a piano i orquestra), Royal Scottish National Orchestra,Fali Pavri (piano), Rainer Held (plom), Guild GMCD 7403, 2014.
- Home, fes-te imprescindible. Obres espirituals d'Adolf Brunner (conté 16 motets de dita, tres representacions d'obertura per a orgue, Missa a cappella, Jesús i l'adúltera, vuit refranys silesius), Iris Anna Deckert (soprano), Tobias Willi (orgue), Ensemble Cantissimo, Markus Utz (plom), Spektral/SRF 2 Kultur SRL4-17156, Regensburg 2017.